# Сиссе, Эдуар
Эдуар Сулейман Леополь Сиссе (фр. Édouard Souleymane Leopold Cissé; 30 марта 1978, По) — французский футболист, полузащитник.

## Карьера
Эдуар Сиссе потомок выходцев из Сенегала. Он начал карьеру в академии клуба «Бьер». В возрасте 16 лет он перешёл в молодёжную команду клуба «По», в которой в 1996 году дебютировал в основном составе. Через год футболист перешёл в «Пари Сен-Жермен», где провёл 1 сезон, сыграв в 11 матчах. На следующий год он был арендован клубом «Ренн», где молодой тренер, Поль Ле Гуэн, доверил ему место в стартовом составе. Сиссе провёл за клуб 28 игр. По окончании сезона он вернулся в Париж, но где смог выдержать конкуренцию со стороны Али Бернабии, Лорана Робера и Джей-Джей Окочи редко выходил на поле. На следующий год Сиссе вёл переговоры с испанским клубом «Реал-Сосьедад», однако руководство «Сен-Жермен» не отпустило футболиста.
С приходом на пост главного тренера клуба Луиса Фернандеса у Сиссе начались конфликты с главным тренером. Из-за этого он в 2002 году, на правах аренды, перешёл в «Вест Хэм Юнайтед». Француз провёл в Англии 25 матчей, но не смог помочь клубу, вылетевшему в первый дивизион. На следующий год Эдуар перешёл в «Монако». Там футболист стал твёрдым игроком основного состава. Вместе с клубом он дошёл до финала Лиги чемпионов, забив по ходу турнира 2 гола, первый из которых принёс клубу победу над ПСВ Эйндховен. После двух сезонов в арендах, Сиссе в третий раз в карьере вернулся в «Пари Сен-Жермен». Этот период карьеры игрока была полон неудач: клуб поменял 4 тренеров за 3 года; единственным достижением стала победа в Кубке Франции в 2006 году.
В 2007 году Сиссе перешёл в турецкий «Бешикташ», заплативший за трансфер полузащитника 2 млн евро. В первом сезоне в команде он провёл 25 матчей, а клуб вылетел в первом раунде Лиги чемпионов и занял только третье место в чемпионате Турции. Однако на следующий год Сиссе выиграл с командой и чемпионат, и Кубок Турции. В июле 2009 года, в статусе свободного агента, Сиссе перешёл в «Олимпик» (Марсель), подписав контракт на 2 года. В первом сезоне в команде он провёл 32 игры и забил 1 гол, а Марсель выиграл чемпионат страны. 14 сентября 2010 года Марсель продлил контракт с Сиссе до 2012 года.
20 августа 2011 года Сиссе перешёл в «Осер», подписав контракт на год.

## Достижения
- Обладатель Кубка французской лиги: 1998, 2010
- Обладатель Кубка Франции: 1998, 2006
- Обладатель Кубка Интертото: 2001
- Обладатель Суперкубка Франции: 2004, 2010, 2011
- Обладатель Кубка Турции: 2009
- Чемпион Турции: 2008/09
- Чемпион Франции: 2010